# Asir
Asir (Arabisch: عسير, ‘Asīr) is een provincie van Saoedi-Arabië. Asir ligt in het zuidwesten van het land. Asir heeft een oppervlakte van 76.693 km² en er wonen ongeveer 1.688.368 inwoners. De provincie grenst aan Jemen. De hoofdstad is Abha. Verdere bekende steden in Asir zijn Khamis Mushayt en Qal'at Bishah.
Asir is tot 1934 een onafhankelijk emiraat geweest (het Emiraat Asir). In dat jaar werd Asir door Saoedi-Arabië veroverd. De gewoonten en cultuur van de inwoners lijken veel op die van de inwoners van Jemen.